# 秋菊打官司
《秋菊打官司》（英語：The Story of Qiu Ju）是1992年出品的中國劇情片，導演是張藝謀，由鞏俐領銜主演。故事改編自陳源斌的小說《萬家訴訟》。1992年時，榮獲第49届威尼斯影展金獅獎和最佳女演员奖（巩俐）。

## 剧情
故事發生在中國陕西小山村。秋菊（鞏俐飾演）的丈夫萬慶來（劉佩琦飾演）與村長王善堂（雷恪生飾演）因为盖房子發生爭執，庆来被村長踢中下體并造成肋骨骨折。秋菊懷著身孕去找村長說理，村長不以为意而不肯認錯。秋菊不服，要讨个说法，前往乡裡公安局上访。乡裡的李公安与村民们都有交情，决定以调解矛盾并赔偿二百元结束。村長口头答應賠償秋菊家的經濟損失，心里则认为不应该赔钱，将钱甩在空中。受辱的秋菊沒有撿錢，而是踏上了漫漫的路途到县公安局去上访，县裡公安局复议书维持原判。
秋菊还是不服，来到上级城市。初来乍到因为不熟悉环境被当地三轮车夫所骗。得到好心人建议后，来到一家价格低廉的旅店。旅店老板是个好心人，见秋菊千里迢迢上访不易，又有孕在身，便告诉她市公安局长的地址。市公安局长没要礼物，并亲自把秋菊送回旅店。市裡的复议书仍然维持原判，只是要求多加五十元钱赔偿金。复议书同往常一样直接交到村长手里，村长仍然不以为意。男人从村长那里拿了钱，没想到倔强的秋菊又把钱还给了村长，重新去了市裡。市公安局长建议他走法律程序，并推荐给他了一个律师，帮忙起诉村长。而法院则判决市公安局处理得当，维持原案裁决复议。秋菊不服，决心向市中级法院上诉。
过年时，秋菊难产了，然而村裡人都去相邻的王庄看戏了，慶來只好去求村长去请人回来抬秋菊去医院。孩子顺利出生了，秋菊一家都感谢村长鼎力相助。然而在孩子满月之时，中级法院判决拘留村长十五天，这让只想得到一句道歉的秋菊十分意外，便出门追赶警车，無奈警车已经远去。秋菊雖然贏了官司，但也留下無言的遺憾。

## 延伸阅读
《拨开形而上的使命感和哲理》-电影·中国名作选12《秋菊打官司》 焦雄屏 辑,ISBN 957-669-270-9